# Blessed Are the Sick
Blessed Are the Sick címmel jelent meg az amerikai Morbid Angel második nagylemeze 1991. május 2-án a Relativity/Earache gondozásában. A Tom Morris és a zenekar produceri felügyelete mellett készült album ismét a Morrisound stúdióban került rögzítésre, mely a 90-es évek elején nagy népszerűségnek örvendett a death metal zenekarok körében. A lemezborító Jean Delville hírhedt Les Tresors De Satan festményének adaptációja.
Zeneileg jelentős változásokat eszközölt a zenekar, az előző Altars of Madness albumhoz képest. Kiérleltebb dalok születtek, melyek több melódiát és változatosabb hangszerelést kaptak, mint a debütalbum szerzeményei.
A lemezen nagy hangsúlyt fektettek komolyzenei hatásaikra, melyek elsősorban David Vincent és Trey Azagthoth személyétől eredeztethetőek. A lemez megjelenésekor Vincent előszeretettel hangoztatta, hogy Bartók Béla és Johann Sebastian Bach munkássága is befolyásolta dalírás közben, míg Azagthoth Mozartot említi meg egyik fő inspirációs forrásaként. Az olyan dalok, mint a baljós hangulatú Doomsday Celebration, a fuvolán előadott Leading the Rats, a klasszikus gitárra íródott Desolate Ways, vagy a zongorán előadott In Remembrance az újdonság erejével hatottak. Ezen a korongon is találhatóak olyan dalok, melyek már az Altars of Madness megszületése előtt megszülettek, de korábban nem jelentek meg.
Az album 2009-ben újra megjelent az Earache Records jóvoltából egy bónusz DVD-vel kiegészítve, melyen egy dokumentumfilm mellett a címadó klipje is megtekinthető.
Az album ismét pozitív kritikákban részesült, az AllMusic kritikája külön kiemelte Azagthoth játékát, magát a lemezt pedig négy csillaggal jutalmazta a lehetséges ötből. John Duke a RockPower kritikusa 9 ponttal jutalmazta a 10-ből, és „kötelező katatóniaként” jellemezte az anyagot.

## Számlista
1. Intro (Trey Azagthoth, David Vincent) – 1:27
2. Fall from Grace (Azagthoth, Vincent) – 5:13
3. Brainstorm (Azagthoth, Vincent) – 2:34
4. Rebel Lands (Azagthoth, Vincent) – 2:41
5. Doomsday Celebration (Azagthoth) – 1:49
6. Day of Suffering (Azagthoth, Vincent) – 1:54
7. Blessed Are the Sick/Leading the Rats (Azagthoth, Vincent) – 4:47
8. Thy Kingdom Come (Azagthoth, Vincent) – 3:24
9. Unholy Blasphemies (Azagthoth) – 2:10
10. Abominations (Azagthoth, Vincent) – 4:27
11. Desolate Ways (Richard Brunelle) – 1:40
12. The Ancient Ones (Azagthoth) – 5:53
13. In Remembrance (Azagthoth) – 1:25

## Közreműködők
- David Vincent – basszusgitár, ének
- Trey Azagthoth – gitár, billentyűs hangszerek
- Richard Brunelle – gitár
- Pete Sandoval – dob